# Municipio de Howard (condado de Tama)
El municipio de Howard (en inglés: Howard Township) es un municipio ubicado en el condado de Tama en el estado estadounidense de Iowa. En el año 2010 tenía una población de 239 habitantes y una densidad poblacional de 2,55 personas por km².

## Geografía
El municipio de Howard se encuentra ubicado en las coordenadas 42°4′47″N 92°35′29″O / 42.07972, -92.59139. Según la Oficina del Censo de los Estados Unidos, el municipio tiene una superficie total de 93.89 km², de la cual 93,89 km² corresponden a tierra firme y (0 %) 0 km² es agua.

## Demografía
Según el censo de 2010, había 239 personas residiendo en el municipio de Howard. La densidad de población era de 2,55 hab./km². De los 239 habitantes, el municipio de Howard estaba compuesto por el 100 % blancos. Del total de la población el 0 % eran hispanos o latinos de cualquier raza.